# Phare de Mama
Le phare de Mama est un phare situé dans la sierra de la freguesia de Carnaxide de la municipalité de Oeiras, dans le district de Lisbonne (Région de Lisbonne-et-Val-de-Tage au Portugal).
Il est géré par l'autorité maritime nationale du Portugal à Oeiras (Grand Lisbonne) .

## Histoire
Sur le site de la sierra de Carnaxide, colline arrondie connue sous le nom de Mama Sul existait déjà une lumière marquant la barre de Lisbonne depuis 1857.
Le phare actuel est un tripode métallique avec une galerie inférieure portant une tourelle avec galerie supérieure et lanterne. Un escalier en spirale externe permet d'atteindre la galerie inférieure. L'édifice, de 15 m de haut, est peint en blanc et l'escalier est rouge. La tourelle supérieure porte deux bandes horizontales rouges. Ce feu directionnel, à une hauteur focale de 82 m, a été mis en service en 1995 et a une portée de 29 km. Il est situé à environ 4 km au nord-ouest de Belém.
Il marque, avec le phare de Gibalta et le phare d'Esteiro, l'alignement de l'entrée sud du Port de Lisbonne.
Identifiant : ARLHS : POR025 ; PT-211 - Amirauté : D2127.15 - NGA : 3414 .

### Lien connexe
- Liste des phares du Portugal